# Chevaleret (metropolitana di Parigi)
Chevaleret è una stazione della metropolitana di Parigi sulla linea 6, sita nel XIII arrondissement di Parigi.

## La stazione
La stazione venne aperta nel 1909 e le venne dato il nome della rue du Chevaleret esistente già dal 1670 ed il cui nome proveniva da una località che probabilmente veniva indicata con il nome del suo proprietario.
La parte aerea delle stazione è stata rinnovata in tre fasi nel 2005, nel 2006 e durante l'estate del 2008.